# HIDEKI NHK Collection 西城秀樹 〜若さと情熱と感激と〜
『HIDEKI NHK Collection 西城秀樹 〜若さと情熱と感激と〜』は、西城秀樹の映像作品。2017年11月15日にソニー・ミュージックダイレクトよりリリースされた（3DVD:DQBX-1225）。
「NHK紅白歌合戦」への全18回の出場のうち16回の映像を収録している。

## 収録内容
カッコ内は放送日
DISC 1
1. この愛のときめき（1975年5月5日「第1回ヤング・歌の祭典」）
2. ラストシーン（1977年1月9日「レッツゴーヤング」）
3. 愛のいたわり（1977年1月9日「レッツゴーヤング」）
4. ブーメランストリート（1977年5月5日「第3回 ヤング・歌の祭典」）
5. ブーメランストリート（1977年5月15日「レッツゴーヤング」）
6. セクシーロックンローラー（1977年6月19日「レッツゴーヤング」）
7. 雨やどり（1977年6月19日「レッツゴーヤング」）
8. 若き獅子たち（1977年11月20日「ビッグショー」）
9. ラストシーン（1977年11月20日「ビッグショー」）
10. 激しい恋（1977年11月20日「ビッグショー」）
11. 青春に賭けよう（1977年11月20日「ビッグショー」）
12. 君よ抱かれて熱くなれ（1977年11月20日「ビッグショー」）
13. 傷だらけのローラ（1977年11月20日「ビッグショー」）
14. ブーツをぬいで朝食を（1978年1月22日「レッツゴーヤング」）
15. ブーツをぬいで朝食を（1978年2月19日「レッツゴーヤング」）
16. あなたと愛のために（1978年4月23日「レッツゴーヤング」）
17. あなたと愛のために（1978年5月2日「第4回 ヤング・歌の祭典」）
18. 炎（1978年6月11日「レッツゴーヤング」）
19. 炎（1978年6月25日「レッツゴーヤング」）
20. ブーツをぬいで朝食を（1978年6月29日「NHK花のステージ」）
21. 炎（1978年7月16日「レッツゴーヤング」）
22. ブルースカイ ブルー（1978年9月17日「レッツゴーヤング」）
23. ブルースカイ ブルー（1978年10月8日「レッツゴーヤング」）
24. ブルースカイ ブルー（1978年11月12日「レッツゴーヤング」）
25. 遙かなる恋人へ（1979年1月2日「とびだせ ヤング!」）
26. YOUNG MAN (Y.M.C.A.)（1979年2月18日「レッツゴーヤング」）
27. 勇気があれば（1979年10月28日「レッツゴーヤング」）
28. 勇気があれば（1980年1月3日「ハッピーニューヒット'80」）
29. 悲しき友情（1980年2月3日「レッツゴーヤング」）
30. 虹とスニーカーの頃（1980年2月3日「レッツゴーヤング」）
31. さらば青春（1980年2月3日「レッツゴーヤング」）
32. 愛の園 (AI NO SONO)（1980年4月13日「レッツゴーヤング」）
33. 愛の園 (AI NO SONO)（1980年5月25日「レッツゴーヤング」）
34. ツイスト・ガール（1980年5月25日「レッツゴーヤング」）
35. エンドレス・サマー（1980年7月13日「レッツゴーヤング」）
36. エンドレス・サマー（1980年7月27日「レッツゴーヤング」）
37. サンタマリアの祈り（1980年9月28日「レッツゴーヤング」）
38. サンタマリアの祈り（1980年10月19日「レッツゴーヤング」）
39. 眠れぬ夜（1980年12月7日「レッツゴーヤング」）

Disc 2
1. 眠れぬ夜（1981年1月6日「特集　歌のビッグステージ」）
2. 眠れぬ夜（1981年2月3日「歌のビッグステージ」）
3. 眠れぬ夜（1981年2月22日「レッツゴーヤング」）
4. リトルガール（1981年4月12日「レッツゴーヤング」）
5. リトルガール（1981年5月31日「レッツゴーヤング」）
6. セクシーガール（1981年8月23日「レッツゴーヤング」）
7. センチメンタルガール（1981年9月13日「レッツゴーヤング」）
8. センチメンタルガール（1981年10月11日「レッツゴーヤング」）
9. ジプシー（1981年12月20日「レッツゴーヤング」）
10. ジプシー（1982年2月14日「レッツゴーヤング」）
11. ジプシー（1982年3月14日「レッツゴーヤング」）
12. 南十字星（1982年4月11日「レッツゴーヤング」）
13. 南十字星（1982年4月25日「レッツゴーヤング」）
14. 聖・少女（1982年6月27日「レッツゴーヤング」）
15. 漂流者たち（1982年11月14日「レッツゴーヤング」）
16. ギャランドゥ（1983年1月16日「レッツゴーヤング」）
17. ギャランドゥ（1983年2月20日「レッツゴーヤング」）
18. ギャランドゥ（1983年3月27日「レッツゴーヤング」）
19. カラパナ・ルナ（1983年7月10日「レッツゴーヤング」）
20. 哀しみのStill（1983年12月25日「アイドル大競演」）
21. 背中からI Love You（1984年7月22日「レッツゴーヤング」）
22. 抱きしめてジルバ -Careless Whisper-（1985年2月17日「レッツゴーヤング」）
23. 一万光年の愛（1985年2月17日「レッツゴーヤング」）
24. 追憶の瞳_〜LOLA〜（1986年4月20日「ヤングスタジオ101」）
25. 腕の中へ -In Search of Love-（1986年9月14日「ヤングスタジオ101」）
26. Rain of Dream 夢の罪（1986年9月14日「ヤングスタジオ101」）
27. 夏の誘惑（1988年6月28日「歌謡パレード88」）
28. リバーサイドで逢いましょう（1989年9月19日「歌謡パレード」）
29. WHISPERING NIGHT（1990年4月23日「愉快にオンステージ」）
30. SHAKE MY DAY（1990年8月28日「歌謡パレード あの歌この時・30代半ばの同窓会」）
31. 潮騒（1991年10月13日「夜にありがとう」）
32. ブーメランストレート（1993年5月1日「特集・ポップジャム'93」）
33. 薔薇の鎖（1994年5月13日「BS流行歌最前線」）
34. 情熱の嵐（1994年5月13日「BS流行歌最前線」）
35. 激しい恋（1994年5月13日「BS流行歌最前線」）
36. ギャランドゥ（1994年5月13日「BS流行歌最前線」）
37. 傷だらけのローラ（1994年5月13日「BS流行歌最前線」）
38. いくつもの星が流れ（1994年5月13日「BS流行歌最前線」）
39. 恋のバカンス（1994年6月21日「NHK歌謡コンサート）
40. ラヴ・イズ・オーヴァー（1994年9月27日「NHK歌謡コンサート」）

Disc 3
1. ちぎれた愛（1995年2月17日「BS流行歌最前線」）
2. 激しい恋（1995年2月17日「BS流行歌最前線」）
3. 傷だらけのローラ（1995年2月17日「BS流行歌最前線」）
4. 情熱の嵐（1995年2月17日「BS流行歌最前線」））
5. 薔薇の鎖（1995年2月17日「BS流行歌最前線」）
6. YOUNG MAN(Y.M.C.A.)（1995年2月17日「BS流行歌最前線」）
7. 黄昏よ、そばにいて（1995年2月21日「NHK歌謡コンサート」）
8. 黒い花びら（1995年3月14日「NHK歌謡コンサート」）
9. 愛が止まらない 〜Turn it into love〜（1995年9月23日「歌の祭典ヒットパレード'95」）
10. 嵐を呼ぶ男（1995年11月16日「NHK歌謡コンサート」）
11. 長い髪の少女（1997年5月27日「NHK歌謡コンサート」）
12. 青春に賭けよう（1997年11月25日「1000万投票 BS20世紀日本のうた」）
13. ギャランドゥ（1997年11月25日「1000万投票 BS20世紀日本のうた」）
14. 炎（1997年11月25日「1000万投票 BS20世紀日本のうた」）
15. ジャガー（1997年11月25日「1000万投票 BS20世紀日本のうた」）
16. 薔薇の鎖（1997年11月25日「1000万投票 BS20世紀日本のうた」）
17. 恋の暴走（1997年11月25日「1000万投票 BS20世紀日本のうた」）
18. 情熱の嵐（1997年11月25日「1000万投票 BS20世紀日本のうた」）
19. 激しい恋（1997年11月25日「1000万投票 BS20世紀日本のうた」））
20. moment（1997年11月25日「1000万投票 BS20世紀日本のうた」）
21. 2Rから始めよう（1998年11月30日「ふたりのビッグショー」）
22. Bailamos 〜Tonight we dance〜（2001年3月9日「北海道スペシャル」）
23. ブーツをぬいで朝食を（2001年3月9日「北海道スペシャル」）
24. YOUNG MAN(Y.M.C.A.)（2001年3月9日「北海道スペシャル」）
25. Bailamos 〜Tonight we dance〜（2001年3月9日「北海道スペシャル」）
26. Everybody Dance（2002年7月16日「NHK歌謡コンサート」）
27. 粗大ゴミじゃねぇ（2004年3月30日「NHK歌謡コンサート」）
28. めぐり逢い（2007年9月7日「金曜バラエティー」）
29. 傷だらけのローラ（1974年12月31日「第25回NHK紅白歌合戦」）
30. 白い教会（1975年12月31日「第26回NHK紅白歌合戦」）
31. 若き獅子たち（1976年12月31日「第27回NHK紅白歌合戦）
32. ボタンを外せ（1977年12月31日「第28回NHK紅白歌合戦」）
33. ブルースカイ ブルー（1978年12月31日「第29回NHK紅白歌合戦」）
34. YOUNG MAN(Y.M.C.A.)（1979年12月31日「第30回NHK紅白歌合戦」）
35. サンタマリアの祈り（1980年12月31日「第31回NHK紅白歌合戦」）
36. ジプシー（1981年12月31日「第32回NHK紅白歌合戦」）
37. 抱きしめてジルバ（1984年12月31日「第35回NHK紅白歌合戦」）
38. YOUNG MAN(Y.M.C.A.)（1994年12月31日「第45回NHK紅白歌合戦」）
39. YOUNG MAN(Y.M.C.A.)（1995年12月31日「第46回NHK紅白歌合戦」）
40. moment（1997年12月31日「第48回NHK紅白歌合戦 第一部」）
41. 傷だらけのローラ（1998年12月31日「第49回NHK紅白歌合戦 第一部」）
42. Bailamos 〜Tonight we dance〜（1999年12月31日「第50回NHK紅白歌合戦」）
43. ブルースカイ ブルー（2000年12月31日（「第51回NHK紅白歌合戦」）
44. Jasmine（2001年12月31日「第52回NHK紅白歌合戦」）